# Siège d'Anvers (1585)
Pour les articles homonymes, voir Siège d'Anvers.
Guerre de Quatre-Vingts Ans
Batailles
- Chronologie de la guerre de Quatre-Vingts Ans
- Valenciennes
- Austruweel
- Rheindalen
- Heiligerlee
- Jemmingen
- Jodoigne
- Brielle
- 1er Flessingue
- Malines
- Goes
- Mons
- Haarlem
- 2e Flessingue
- Borsele
- Zuiderzee
- Alkmaar
- Leyde
- Reimerswaal
- Mook
- Lillo
- Zierikzee
- 1er Anvers
- 1er Bréda
- Gembloux
- Rijmenam
- 1er Deventer
- Maastricht
- 2e Bréda
- Açores
- 2e Anvers
- 3e Anvers
- Boksum
- Zutphen
- 1er Berg-op-Zoom
- Gravelines
- 3e Bréda
- 2e Deventer
- Groningue
- Huy
- 1er Groenlo1
- 2e Groenlo
- Turnhout
- Nieuport
- Ostende
- L'Écluse
- 3e Groenlo
- Saint-Vincent
- Gibraltar
- Saint-Vincent (1621)
- 2e Berg-op-Zoom
- 4e Bréda
- 4e Groenlo
- Matanzas
- Bois-le-Duc
- Abrolhos
- Slaak
- Maastricht
- 5e Bréda
- Cabañas
- Calloo
- Les Downs
- Saint-Vincent (1641)
- Hulst
- Cavite

Le siège d'Anvers, qui a lieu du 3 juillet 1584 au 17 août 1585, est un épisode important de l'insurrection des Pays-Bas contre Philippe II et ses successeurs, ultérieurement appelée guerre de Quatre-Vingts Ans (1568-1648).
La reprise d'Anvers par les troupes du gouverneur général Alexandre Farnèse est la dernière grande victoire des armées de Philippe II.
Elle a pour conséquence la sécession des sept provinces libérées de la présence espagnole qui établissent la république des Provinces-Unies et mettent en place un blocus maritime des bouches de l'Escaut à l'origine d'un profond déclin du port d'Anvers, au bénéfice des ports de Hollande, Amsterdam et Rotterdam.

## Contexte

### Anvers dans les Pays-Bas des Habsbourg
Les dix-sept provinces des Pays-Bas (duché de Brabant, comté de Flandre, comté de Hollande, duché de Luxembourg, etc.) sont depuis le milieu du siècle détenues par la maison de Habsbourg, en la personne de Charles Quint, par ailleurs roi d'Espagne et empereur. Ayant décidé d'abdiquer, il transmet les Pays-Bas à son fils Philippe (octobre 1555), puis lui cède les couronnes d'Espagne (janvier 1556).
Anvers, ville du duché de Brabant, est alors la plus grande ville des Pays-Bas et un des plus grands ports du monde, une grande place économique, mais aussi culturelle. Elle est cependant secondaire sur le plan politique, les villes principales sur ce plan étant Bruxelles (résidence du gouverneur général et du gouvernement des Pays-Bas) et Malines (siège de la Cour suprême et de l'archidiocèse primatial des Pays-Bas). Anvers est tout de même devenue un siège épiscopal en 1561, lors de la réforme des diocèses des Pays-Bas.

### Anvers dans l'insurrection des Pays-Bas
Les tensions entre Philippe et ses sujets néerlandais sont à l'origine d'une révolte (1565-1566), qui devient une guerre en 1568, sous la direction du prince Guillaume d'Orange-Nassau.
En novembre 1576, Anvers a été mise à sac par des troupes espagnoles mutinées faute de solde, épisode connu sous le nom de « furie d'Anvers ». Cet épisode amène la réunion de toutes les provinces face à la présence de l'armée espagnole (pacification de Gand).
En novembre 1577, le pouvoir municipal d'Anvers est conquis par les calvinistes qui établissent la « république d'Anvers ».
Au début de 1579, la coalition antiespagnole se rompt avec la formation de l'union d'Arras (favorable à Philippe II), puis de l'union d'Utrecht. Anvers adhère à l'union d'Utrecht, devenant la capitale des provinces rebelles, malgré sa position exposée au sud des bastions de l'insurrection, la Hollande et la Zélande.
En juillet 1581, les États généraux de l'union d'Utrecht prononcent la déchéance de Philippe II de ses droits sur les Pays-Bas (acte de La Haye) et un peu plus tard font de François de Valois le souverain des Pays-Bas. Ce prince français, duc d'Anjou, frère du roi Henri III, est depuis plusieurs années proche des protestants dirigés par Henri de Navarre.

### Anvers et l'insurrection après la déposition de Philippe II (juillet 1581)
En février 1582, après une cérémonie de Joyeuse Entrée, François de Valois est couronné duc de Brabant dans la cathédrale d'Anvers.
Mais en janvier 1583 se produit l'épisode de l'attaque d'Anvers par le même François de Valois (la « furie française »).
À partir de 1583, Alexandre Farnèse, gouverneur général depuis 1578, reprend peu à peu le contrôle des villes de Flandre (Dunkerque, Bruges, Gand) puis du Brabant (Bruxelles, Malines).

## Prélude

### Préparatifs face à l'offensive espagnole
En prévision d'une attaque d'Anvers, en novembre 1583, Guillaume d'Orange fait nommer bourgmestre extérieur un proche, Philippe de Marnix, dont un frère, Jean, est mort en 1567 à la bataille d'Austruweel.
Un projet de rupture des digues est lancé afin d'inonder une partie de l'arrière-pays, mais il se heurte à de fortes oppositions.

### L'occupation des environs d'Anvers
Au printemps 1584, l'armée de Farnèse, prend le contrôle des routes et des campagnes entourant Anvers.
La première route coupée est celle d'Anvers à Termonde.
Une unité envoyée à Willebroeck prend ensuite le contrôle du canal de Bruxelles.
Beveren et Calloo sont aussi occupés.

## Le siège

### Forces en présence et objectifs
L'armée royale est directement commandée par Alexandre Farnèse, duc de Parme et gouverneur des Pays-Bas espagnols. Celui-ci sait que le siège est difficile. Il se propose dans un premier temps de bloquer la ville en coupant toutes ses voies d'approvisionnement en vivres et en renforts.

### La mise en place du siège
Le siège proprement dit commence le 3 juillet. À cette date, François de Valois vient de mourir (10 juin 1584). Fait plus grave, le 10 juillet, Guillaume d'Orange est assassiné dans son quartier général à Delft. Il est remplacé par son fils Maurice de Nassau.
Plusieurs attaques espagnoles sont menées contre des points fortifiés. Les Espagnols attaquent Liefkenshoek avec 5 000 hommes. Ce fort est pris le 10 juillet par des troupes italiennes. Ils s'emparent ensuite de Doel (11 juillet), de Zwijndrecht (15), de Herentals (17). Mondragon et Mansfeld attaquent la citadelle, puis traversent l'Escaut et prennent Kruibeke. Ils avancent ensuite vers Lillo, défendue par des Français et des Écossais (Henry Balfour), qui est prise seulement au bout de trois semaines.
Les Espagnols poursuivent leurs conquêtes en août et septembre : Oorderen (10 août), Termonde (17), le château de Grimbergen (20), Vilvoorde (4 septembre).
Dans Anvers, un édit du 17 juillet interdit les départs sous peine de confiscation. Mais cela n'empêche pas de nombreux départs.[réf. nécessaire]
En septembre, Anvers est coupé du reste du monde, sauf par une voie de communication importante, l'estuaire de l'Escaut, large de 730 m, qui permet la circulation de navires de ravitaillement, malgré la présence de navires espagnols.
Les tentatives de passages de navires de ravitaillement donnent lieu à de durs combats. Au cours de l'un d'eux, le marquis de Roubaix s'empare d'Odet de La Noue (ca 1560-1618), officier dans l'armée des États, fils de François de La Noue qu'il avait fait prisonnier en 1580.

### La fermeture de l'Escaut
En octobre 1584, Alexandre Farnèse donne l'ordre au marquis de Roubaix d'entreprendre la construction d'un gigantesque pont sur l'Escaut afin de bloquer tout secours en provenance de la mer aux assiégés. Au départ, cette entreprise parait irréalisable, notamment aux assiégés qui s'en moquent ouvertement ; mais Roubaix va faire la preuve qu'ils ont tort. Il réunit d'abord les matériaux nécessaires à la construction du pont, puis construit un pont fortifié formé de 32 bateaux ancrés sur lesquels des convois peuvent circuler. Au bout de chaque jetée, un fort est établi pour protéger le pont contre des attaques par terre. Il s'agit du Fort Saint-Philippe au nord de l'Escaut et du Fort Sainte-Marie sur l'autre rive, à Calloo. L'ouvrage est terminé en février 1585 et le pont ne compte pas moins de 90 canons.

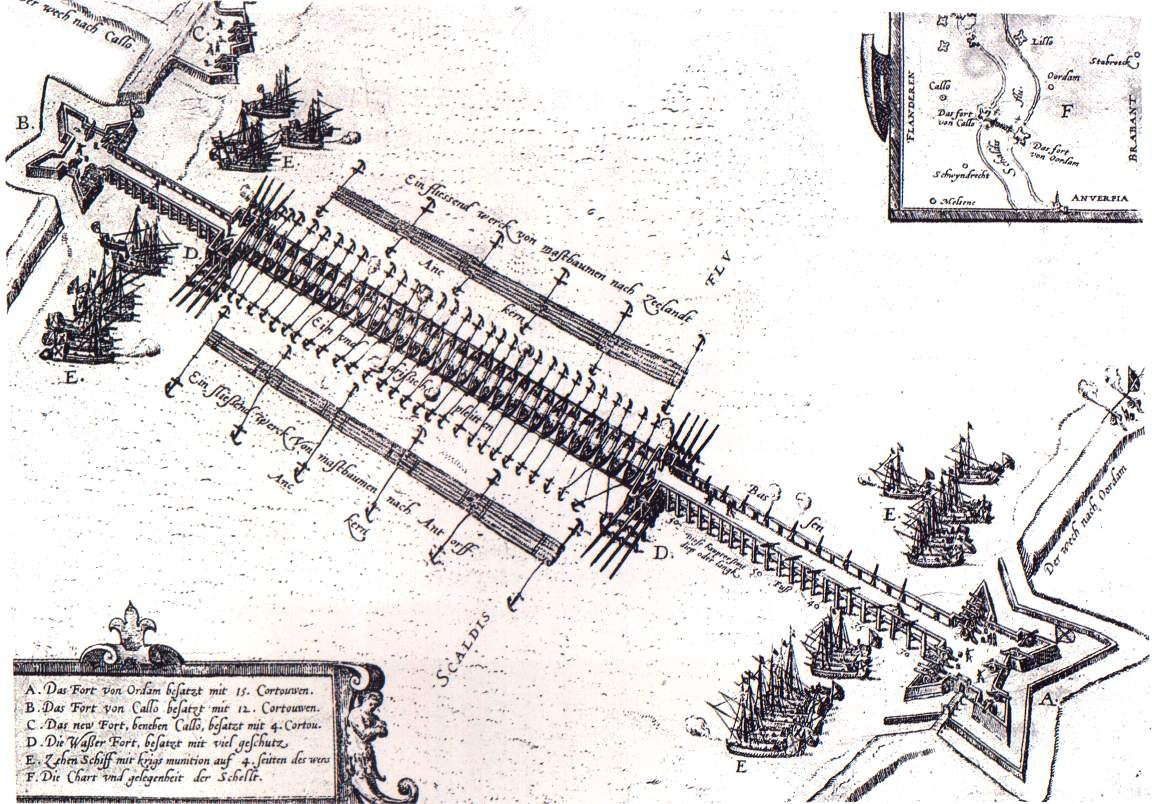
Schéma du pont d'Alexandre Farnèse sur l'Escaut.

### Les attaques des assiégés contre le pont de l'Escaut
Le 4 avril 1585, les assiégés envoient quatre navires bourrés d'explosifs espérant ainsi détruire le pont fortifié. Un seul atteindra sa cible faisant de 500 à 800 victimes du côté espagnol.
Le marquis de Roubaix et Caspar de Robles, deux proches d'Alexandre Farnèse, font partie des victimes. Ce dernier qui venait d'arriver au Fort Sainte-Marie est lui-même jeté à terre par la violence de l'explosion.

### La reddition de la ville
Le 17 août 1585, la ville, affamée, est contrainte à la reddition, mais avec un délai de dix jours pour permettre aux protestants de quitter la ville avec leurs biens.
L'armée espagnole défile ensuite dans la ville en signe de victoire et Alexandre Farnèse interdit tout pillage.

## Conséquences
L'essentiel de la population émigre vers les provinces du nord. Sur les 80 000 habitants que comptait Anvers avant le siège, il n'en resta plus que 40 000 : l'âge d'or d'Anvers avait pris fin. L'âge d'or néerlandais pouvait commencer.
Les artistes italiens spécialistes de la majolique qui s'étaient implantés à Anvers décidèrent de se déplacer notamment à Delft, ce qui concourut au développement de la production des fameux carreaux de Delft.

## Suites
La situation des provinces rebelles n'est pas bonne après la perte d'Anvers.
Cependant, la flotte hollandaise reste présente dans l'estuaire de l'Escaut, poursuivant son blocus et ruinant le commerce de la ville redevenue sujette de Philippe II.
Ayant signé avec l'Angleterre le traité de Sans-Pareil (10 août 1585), les Provinces-Unies reçoivent des troupes anglaises sous le commandement de Robert Dudley, comte de Leicester, à un moment où les protestants français doivent consacrer toutes leurs forces à la huitième guerre de Religion (1584-1598).
Après la prise d'Anvers, l'armée d'Alexandre Farnèse remporte encore quelques victoires (Zutphen, 1586), mais sans pouvoir attaquer le cœur des provinces rebelles.
Philippe II décide alors d'attaquer l'Angleterre, mais la grande expédition de 1588, l'Invincible Armada, est un échec. D'autre part, en 1589, le protestant Henri de Navarre devient roi de France. Philippe II décide alors d'impliquer l'Espagne aux côtés des catholiques de la Ligue, de sorte que les Provinces-Unies voient la menace espagnole s'atténuer. Farnèse intervient en effet en France en 1590 (Paris) et 1592 (Rouen). Il meurt en décembre 1592 des suites d'une blessure reçue au combat en avril 1592 dans le Nord de la France.